# Hotat vittne
Hotat vittne (engelska: Protection) är en brittisk kriminalserie som hade svensk premiär på SVT Play och SVT den 4 december 2024. Serien, som är skapad av Kris Mrksa består av sex avsnitt.

## Handling
Serien kretsar kring polisen Liz Nyles som arbetar med vittnesskydd. Hon har ansvar för att hålla familjen McLennan säker i väntan på kommande rättegång. Pappan i familjen ska vittna mot sin före detta arbetsgivare som står anklagad för organiserad brottslighet.

## Rollista (i urval)
- Siobhan Finneran – Liz Nyles
- Katherine Kelly
- Nadine Marshall
- Barry Ward
- Chaneil Kular
- David Hayman
- Nichola Burley
- Akiya Henry